# 21436 Чаоічі
21436 Чаоічі (21436 Chaoyichi) — астероїд головного поясу, відкритий 31 березня 1998 року.
Тіссеранів параметр щодо Юпітера — 3,669.